# マイケル・ミンクラー
マイケル・ミンクラー（Michael Minkler, 1952年5月14日 - ）は、アメリカ合衆国の音響技術者である。『ブラック・ホーク・ダウン』、『シカゴ』、『ドリームガールズ』 でアカデミー録音賞を受賞した。映画の他に『ザ・パシフィック』などのテレビドラマにも参加している。トッド＝AOで働いている。

## 受賞とノミネート
| 賞               | 年   | 部門   | 作品名                                       | 結果       |
| ---------------- | ---- | ------ | -------------------------------------------- | ---------- |
| アカデミー賞     | 1979 | 録音賞 | 出逢い                                       | ノミネート |
| アカデミー賞     | 1980 | 録音賞 | アルタード・ステーツ/未知への挑戦            | ノミネート |
| アカデミー賞     | 1982 | 録音賞 | トロン                                       | ノミネート |
| アカデミー賞     | 1985 | 録音賞 | コーラスライン                               | ノミネート |
| アカデミー賞     | 1989 | 録音賞 | 7月4日に生まれて                             | ノミネート |
| アカデミー賞     | 1991 | 録音賞 | JFK                                          | ノミネート |
| アカデミー賞     | 1993 | 録音賞 | クリフハンガー                               | ノミネート |
| アカデミー賞     | 2001 | 録音賞 | ブラックホーク・ダウン                       | 受賞       |
| アカデミー賞     | 2002 | 録音賞 | シカゴ                                       | 受賞       |
| アカデミー賞     | 2006 | 録音賞 | ドリームガールズ                             | 受賞       |
| アカデミー賞     | 2009 | 録音賞 | イングロリアス・バスターズ                   | ノミネート |
| アカデミー賞     | 2019 | 録音賞 | ワンス・アポン・ア・タイム・イン・ハリウッド | ノミネート |
| アカデミー賞     | 2020 | 音響賞 | グレイハウンド                               | ノミネート |
| 英国アカデミー賞 | 1978 | 音響賞 | スター・ウォーズ                             | 受賞       |
| 英国アカデミー賞 | 1992 | 音響賞 | JFK                                          | 受賞       |
| 英国アカデミー賞 | 2001 | 音響賞 | ブラック・ホーク・ダウン                     | ノミネート |
| 英国アカデミー賞 | 2002 | 音響賞 | シカゴ                                       | 受賞       |
| 英国アカデミー賞 | 2003 | 音響賞 | キル・ビル                                   | ノミネート |
| 英国アカデミー賞 | 2004 | 音響賞 | コラテラル                                   | ノミネート |
| 英国アカデミー賞 | 2012 | 音響賞 | ジャンゴ 繋がれざる者                        | ノミネート |
| 英国アカデミー賞 | 2020 | 音響賞 | グレイバウンド                               | ノミネート |